# Papilio thuraui
Papilio thuraui là một loài bướm thuộc họ Bướm phượng (Papilionidae). 
Loài Papilio thuraui được mô tả năm 1900 bởi Karsch. Loài bướm Papilio thuraui sinh sống ở .
Ấu trùng ăn các loài Toddalia, gồm cả T. asiatica.

## Phân loài
- Papilio thuraui thuraui (southern Tanzania, northern Malawi)
- Papilio thuraui cyclopis Rothschild & Jordan, 1903 (Malawi, Zambia)
- Papilio thuraui occidua Storace, 1951 (Congo Republic, Malawi, north-eastern Zambia)
- Papilio thuraui heathi (Hancock, 1984) (Malawi)
- Papilio thuraui ngorongoro (Hancock, 1984) (northern Tanzania)
- Papilio thuraui viphya (Hancock, 1984) (Malawi)